# Делтон (Мічиган)
Делтон (англ. Delton) — переписна місцевість (CDP) в США, в окрузі Беррі штату Мічиган. Населення — 854 особи (2020).

## Географія
Делтон розташований за координатами 42°29′42″ пн. ш. 85°24′45″ зх. д. / 42.49500° пн. ш. 85.41250° зх. д. (42.495132, -85.412389).  За даними Бюро перепису населення США в 2010 році переписна місцевість мала площу 5,77 км², з яких 5,59 км² — суходіл та 0,17 км² — водойми.

## Демографія
Згідно з переписом 2010 року, у переписній місцевості мешкали 872 особи в 352 домогосподарствах у складі 245 родин. Густота населення становила 151 особа/км².  Було 441 помешкання (76/км²).
Расовий склад населення:
| - 95,0 % — білих - 1,0 % — чорних або афроамериканців - 0,6 % — корінних американців - 0,6 % — азіатів |

До двох чи більше рас належало 2,6 %. Частка іспаномовних становила 1,6 % від усіх жителів.
За віковим діапазоном населення розподілялося таким чином: 24,3 % — особи молодші 18 років, 59,3 % — особи у віці 18—64 років, 16,4 % — особи у віці 65 років та старші. Медіана віку мешканця становила 43,6 року. На 100 осіб жіночої статі у переписній місцевості припадало 90,4 чоловіків;  на 100 жінок у віці від 18 років та старших — 90,8 чоловіків також старших 18 років.
Середній дохід на одне домашнє господарство  становив 63 218 доларів США (медіана — 63 487), а середній дохід на одну сім'ю — 66 160 доларів (медіана — 72 167). За межею бідності перебувало 19,9 % осіб, у тому числі 28,4 % дітей у віці до 18 років та 0,0 % осіб у віці 65 років та старших.
Цивільне працевлаштоване населення становило 323 особи. Основні галузі зайнятості: освіта, охорона здоров'я та соціальна допомога — 42,7 %, оптова торгівля — 18,9 %, виробництво — 17,3 %.